# Амазономахија
У грчкој митологији, Амазономахија (превод на енглески: „Амазонска битка“) је била једна од разних митских битака између старих Грка и Амазонки, нације само женских ратница. Многи од приказаних митова били су митови о Херакловом деветом послу, који је био преузимање појаса Хиполите, краљице Амазонки; и Тезејеве отмице Хиполите (или Антиопе), за коју је тврдио да је његова жена, што је изазвало Атички рат. Још једна позната приказана сцена је сцена Ахилејеве победничке битке против Пентезилеје током Тројанског рата.
Тема је била популарна у античкој грчкој и римској уметности.

## Симболика амазономахије
Амазономахија представља грчки идеал цивилизације. Амазонке су приказане као дивља и варварска раса, док су Грци приказани као цивилизована раса људског напретка. Према мишљењу Бруна Снела о амазономахији:
За Грке су титаномахија и битка против дивова остали симболи победе коју је њихов свет извојевао над чудним универзумом; заједно са биткама против Амазонки и Кентаура, они настављају да сигнализирају грчко освајање свега варварског, свих монструозности и грубости.

Амазономахија се такође сматра успоном феминизма у грчкој култури. У Паду Троје Квинта из Смирне, Пентезилеја, амазонска краљица, која се придружила Тројанцима током Тројанског рата, цитирана је у Троји, рекавши:
Нисмо по снази инфериорније од мушкараца; исте су наше очи, наши удови су исти; једно је заједничко светло које видимо, један је ваздух који удишемо; нити се разликује храна коју једемо. Шта нам је онда ускратило небо што је мушкарцу даровало? 
Према Јосине Блок, амазономахија пружа два различита контекста у дефинисању грчког хероја. Или су Амазонке једна од катастрофа од којих јунак ослобађа земљу после победе над чудовиштем; или су израз основног Атисовог мотива, у којем се јунак клони људске сексуалности у браку и размножавању.
У 5. веку, Ахеменидско царство Персије започело је серију инвазија на Стару Грчку. Због тога, неки научници верују да су у већини грчке уметности 5. века Персијанци приказани алегоријски, кроз лик кентаура и Амазонки.

## У уметности
Ратовање је било веома популарна тема у античкој грчкој уметности, представљено у великим скулптуралним сценама на храмовима, али и безбројним грчким вазама. Измишљене и митске битке су биле омиљене као теме у односу на многе доступне историјске битке. Заједно са сценама из Хомера и Гигантомахије, битке између дивова и олимпијских богова, амазономахија је била популаран избор.
Касније, у римској уметности, постоје многи прикази на бочним странама каснијих римских саркофага, када је постала мода да се приказују сложени рељефи сцена битке. Приказане су и сцене на мозаицима. Проток средњовековних приказа повећао се у ренесанси, а посебно у периоду барока.

### Западне метопе Партенона
Каламису, грчком вајару, приписује се дизајн западних метопа Партенона, храма на атинском Акропољу посвећеног грчкој богињи Атини. Западне метопе Партенона приказују битку између Грка и Амазонки. Упркос оштећеном стању, научници се углавном слажу да сцена представља инвазију Амазонки на Атику.

### Штит Атине Партенос
Штит Атине Партенос, који је извајао Фидија, приказује палу Амазонку. Атина Партенос је била масивна хриселефантинска скулптура Атине, главна култна фигура унутар Партенона у Атини, која је сада изгубљена, иако је позната из описа и малих древних копија.

### Фриз из Басе у Аполоновом храму
Фриз у Аполоновом храму у Баси садржи бројне плоче које приказују тројанску амазономахију и Хераклеанску амазономахију. Тројанска амазономахија простире се на три блока, приказујући коначну смрт Пентезилеје од Ахилове руке. Хераклијска амазономахија простире се на осам блокова и представља борбу Херакла да преузме појас амазонске краљице Хиполите.

### Фриз амазономахије из Маузолеја у Халикарнасу
Неколико делова фриза амазономахије из Маузолеја у Халикарнасу сада се налази у Британском музеју. Један део приказује Херакла како хвата Амазонку за косу, док на упечатљив начин држи тољагу иза главе. Верује се да је ова Амазонка амазонска краљица Хиполита. Иза Херакла је сцена грчког ратника који се сукобљава штитовима са амазонском ратницом. На другој плочи приказана је Амазонка који јуриша на Грка, који се брани подигнутим штитом. Верује се да је овај Грк Тезеј, који се придружио Хераклу током његових напора.

### Остало
Микон је насликао аАмазономахију на Стоа Поикиле атинске Агоре, која је сада изгубљена. Фидија је приказао амазономахију на подножју хриселефантинске статуе Зевса у Олимпији.
Археолози су 2018. открили рељефно украшене нараменице направљене од бронзе које су биле део оклопа грчког ратника на келтском жртвеном месту у близини села Слатина на Бебрави у Словачкој. Заменик директора Словачког археолошког института рекао је да је то најстарија оригинална грчка уметничка реликвија на подручју Словачке. Истраживачи су анализирали делове и утврдили да су некада били део рељефа који је приказивао амазономахију.

## Галерија
- Амазонска ратница у борби са хипеусом; 4. век нове ере; римски мозаик из Дафне у Антиохији на Оронту
- Херакле у бици, 6. век пре нове ере
- Ахил убија Пентезилеју. Тондо са атичког црвено-фигуралног киликса, 470–460. п. н. е.
- Фрагменти амазономахије на западном фронтону Асклепијевог храма. Око 380. године п. н. е.
- Амазонка из групе теракота које чине амазономахију, око 300. п. н. е.
- Амазономахија, мермерни саркофаг, око 160–170 нове ере, Ватикански музеј
- Археолошки музеј Кутахја, саркофаг, амазономахија
- Детаљ мозаика из раног 3. века из модерног Туниса
- Мермерни саркофаг, амазономахија, Археолошки музеј у Солуну
- Минијатура из 15. века из Историје Троје; Тезеј је приказан као савремени витез.
- Битка Амазонки, Рубенс, 1617-1618.
- Једна од две верзије борбе Амазонки Немца Анселма Фојербаха, 1873